# 2e armée (France)
Pour les articles homonymes, voir 2e armée.
La 2e armée française est une unité de l'armée de terre française qui a combattu durant la Première et la Seconde Guerre mondiale.
C'est l'une des cinq armées créées et mises sur le pied de guerre par le Grand quartier général lors du déclenchement du plan XVII en réponse à l’attaque allemande d'août 1914.

## Création et différentes dénominations
- 1914 : création de la 2e armée le 2 août, en application du Plan XVII.
- Du 10 août au 20 septembre 1915, la 2e armée prend le nom de groupement Pétain
- 1919 : dissolution de la 2e armée, appelée à être recréée en cas de conflit
- 1939 : nouvelle formation en septembre
- 1940 : dissolution

## Commandement

### Chefs de la2earmée
- 2 août 1914 - 21 juin 1915 : général de Curières de Castelnau
- 21 juin 1915 - 1er mai 1916 : général Pétain
- 1er mai - 15 décembre 1916 : général Nivelle
- 15 décembre 1916 - 11 décembre 1917 : général Guillaumat
- 11 décembre 1917 - 22 décembre 1918 : général Hisrchauer
- 22 décembre 1918 - 11 février 1919 : général Baucheron de Boissoudy
- 2 septembre 1939 - 5 juin 1940 : général Huntziger
- 5 juin - 31 juillet 1940 : général Freydenberg

### Chefs d'état-major
- 2 août - 8 octobre 1914 : général de brigade Anthoine
- 8 octobre 1914 - 7 novembre 1914 : général de brigade Duchêne
- 7 novembre 1914 - 22 mars 1915 : colonel Hellot
- 22 mars 1915 - 17 décembre 1916 : colonel de Barescut
- 17 décembre 1916 - 17 janvier 1918 : colonel Putois
- 17 janvier - 20 octobre 1918 : colonel Frantz
- 20 octobre - : colonel Semaire

## Première Guerre mondiale
À la mobilisation, en août 1914, la 2e armée est commandée par le général de Curières de Castelnau, un des principaux collaborateurs du général Joffre dans la préparation à la guerre.

Elle comprend cinq corps d'armée actifs, les 9e, 15e, 16e, 18e et 20e, un corps de cavalerie, trois divisions de réserve, une brigade d'infanterie coloniale de réserve, deux divisions de cavalerie. Son rôle est majeur dans le plan de campagne, elle est en effet le fer de lance de l'offensive française pour libérer la Lorraine et pénétrer en Allemagne conformément au plan XVII.

Cette armée a pour quartier général Neufchâteau. Elle est massée dans la région de Nancy, son quartier général est à la Mine du Val de Fer et son aile gauche est située vers Nomény, près de Toul.

### Composition à la mobilisation

#### 9ecorpsd'armée
Constitué dans la région de Tours, il est composé à la mobilisation de deux divisions d'infanterie et d'éléments organiques de corps d'armée, sous le commandement direct du général commandant le corps d'armée. La division marocaine rejoint le corps d'armée le 23 août dans les Ardennes.
Il est composé des unités suivantes :
- 17e division d'infanterie
- 18e division d'infanterie
- Division marocaine
- 52e division d'infanterie
- Régiments d'infanterie (rattachés au 9e CA) :
  - 210e régiment d'infanterie
  - 227e régiment d'infanterie
- Cavalerie (rattachée au 9e CA) :
  - 16e régiment de chasseurs (4 escadrons)
- Artillerie (rattachée au 9e CA) :
  - 37e régiment d'artillerie de campagne (4 groupes 75)
- Génie (rattaché au 9e CA) :
  - 6e régiment du génie (compagnies 9/3, 9/4, 9/16, 9/21)
- Autres (rattaché au 9e CA) :
  - 9e escadron du train des équipages militaires
  - 9e section de secrétaires d'état-major et du recrutement
  - 9e section d'infirmiers militaires
  - 9e section de commis et ouvriers militaires d'administration

#### 15ecorpsd'armée
Formé dans le Sud-Est, les unités le composant viennent de Marseille, de Corse et des Alpes.
Il est composé des unités suivantes :
- 29e division d'infanterie
- 30e division d'infanterie
- Régiments d'infanterie (rattachés au 15e CA) :
  - 322e régiment d'infanterie
  - 342e régiment d'infanterie
  - 23e bataillon de chasseurs alpins
  - 27e bataillon de chasseurs alpins
- Cavalerie (rattachée au 15e CA) :
  - 6e régiment de hussards (4 escadrons)
- Artillerie (rattachée au 15e CA) :
  - 38e régiment d'artillerie de campagne (4 groupes 75)
- Génie (rattaché au 15e CA) :
  - 7e régiment du génie (compagnies 15/3, 15/4, 15/16, 15/21)
- Autres (rattaché au 15e CA) :
  - 15e escadron du train des équipages militaires
  - 15e section de secrétaires d'état-major et du recrutement
  - 15e section d'infirmiers militaires
  - 15e section de commis et ouvriers militaires d'administration

#### 16ecorpsd'armée
Constitué à Montpellier avec les vignerons de l'Hérault et les montagnards des Cévennes, il est commandé par le général Taverna. Il comprend, avec la 66e division qui n'est pas encore une division bleue de chasseurs alpins, la 31e commandée le général Vidal.
À cette dernière est affectée la 62e brigade du général Xardel, formée notamment par le 122e régiment d'infanterie, du colonel Henry, régiment qui quitte Rodez les 5 et 6 août pour arriver le 7 et le 8 sur sa base de concentration, à Mirecourt, où il reçoit l'ordre de constituer l'arrière-garde.
Il est composé des unités suivantes :
- 31e division d'infanterie
- 32e division d'infanterie
- 74e division d'infanterie (Réserve)
- Régiments d'infanterie (rattachés au 16e CA) :
  - 322e régiment d'infanterie
  - 342e régiment d'infanterie
  - 23e bataillon de chasseurs alpins
  - 27e bataillon de chasseurs alpins
- Cavalerie (rattachée au 16e CA) :
  - 1er régiment de hussards
- Artillerie (rattachée au 16e CA) :
  - 9e régiment d'artillerie de campagne
- Génie (rattaché au 16e CA) :
  - 2e régiment du génie (compagnies 16/3, 16/4, 16/16, 16/21)
- Autres (rattaché au 16e CA) :
  - 16e escadron du train des équipages militaires
  - 16e section de secrétaires d'état-major et du recrutement
  - 16e section d'infirmiers militaires
  - 16e section de commis et ouvriers militaires d'administration

#### 18ecorpsd'armée
Venu de Bordeaux, il est formé par les Bayonnais du 49e d'infanterie, les Charentais du 6e et 123e RI (35e DI, 69e brigade), les Basques du 12e, les Girondins du 144e et les Landais du 18e régiment d'infanterie, l'ancien Royal-Auvergne
Il est composé des unités suivantes :
- 35e division d'infanterie
- 36e division d'infanterie
- 38e division d'infanterie
- Régiments d'infanterie (rattachés au 18e CA) :
  - 218e régiment d'infanterie
  - 249e régiment d'infanterie
- Cavalerie (rattachée au 18e CA) :
  - 10e régiment de hussards
- Artillerie (rattachée au 18e CA) :
  - 58e régiment d'artillerie de campagne (4 groupes)
- Génie (rattaché au 18e CA) :
  - 2e régiment du génie (compagnies 18/3, 18/4, 18/16, 18/21)
- Autres (rattaché au 18e CA) :
  - 18e escadron du train des équipages militaires
  - 18e section de secrétaires d'état-major et du recrutement
  - 18e section d'infirmiers militaires
  - 18e section de commis et ouvriers militaires d'administration

#### 20ecorpsd'armée
Recruté en Lorraine et à Paris, il est composé de Lorrains et de Parisiens, le 20e CA, rompu à une discipline de fer, est bien qualifié pour défendre cette marche lorraine dont il connait les moindres replis.

Son chef, le général Foch, peut compter sur les régiments de Toul le 146e d'infanterie, le 160e, le 167e, le 169e et le 153e, dont le drapeau porte le nom de Bautzen ; mais aussi sur les régiments de Nancy : le 26e, le 37e, le 79e, le 69e, sur les chasseurs de Saint-Nicolas-de-Port et de Baccarat (4e et 20e bataillons), sur les marsouins des 43e et 41e régiments d'infanterie coloniale.
Il est composé des unités suivantes :
- 11e division d'infanterie
- 39e division d'infanterie
- 70e division d'infanterie (Réserve)
- Régiments d'infanterie (rattachés au 20e CA) :
  - 41e régiment d'infanterie coloniale
  - 43e régiment d'infanterie coloniale
- Cavalerie (rattachée au 20e CA) :
  - 5e régiment de hussards (4 escadrons)
- Artillerie (rattachée au 20e CA) :
  - 60e régiment d'artillerie de campagne (4 groupes)
- Génie (rattaché au 20e CA) :
  - 10e régiment du génie (compagnies 20/3, 20/4, 20/16, 20/21)

#### Éléments d'armée
Artillerie Lourde d'Armée
5 groupes provenant du 3e RAL et IVe RAL
- 2 groupes de 155 CTR, 7 batteries, Ier & IIe groupes du 3e Régiment d'Artillerie Lourde
- 2 groupes de 120 B, 6 batteries, IIIe et IVe groupes du 3e Régiment d'Artillerie Lourde
- 1 groupe de 120 L, 4 batteries du 4e RAL (hippomobile)

Cavalerie
- 2e division de cavalerie
- 10e division de cavalerie

Génie
- Compagnie de pontonniers 23/2 du 7e régiment du génie
- Compagnie de sapeurs télégraphistes no 2
- Détachement Radio D

Escadrilles aéronautiques
- Farman : HF1, MF8, HF19, MF20
- Morane : MS.17

Divisions de réserve
- 2e groupe de divisions de réserve

#### Changements au cours de la guerre
- La 16e division d'infanterie coloniale (division isolée entre juin 1915 et février 1916) est temporairement rattachée à la deuxième armée du 25 septembre 1915 au 29 décembre 1915 (pour la 2e Bataille de Champagne) et du 7 janvier au 11 février 1916.

#### 1914
- 2 - 14 août : concentration dans la région de Neufchâteau, Lunéville, Pont-à-Mousson, Toul ; couverture par le 20e C.A. et la 2e division de cavalerie, puis la 10e division de cavalerie sur la ligne Xures (1re armée), Brin-sur-Seille, vallée de la Seille, Nomeny, Pont-à-Mousson (3e armée).
- 14 - 20 août : offensive en direction de Sarrebruck, progression jusqu'à la ligne Loudrefing, Vergaville, Morhange, Delme.

17 août : la subdivision de la 3e armée est constituée à gauche de la 2e armée et remplacée le 22 août par l'armée de Lorraine.
- 20 août : Bataille de Morhange, contre-attaque allemande et violents combats sur tout le front précité.
- 21 - 24 août : repli et installation sur la ligne Borville (1re armée), Haussonville, Saint-Nicolas-de-Port, Lenoncourt, Amance, Sainte-Geneviève, Pont-à-Mousson (armée de Lorraine).
- 24 août - 16 septembre : bataille du Grand-Couronné, légère avance partielle, puis à partir du 25 août offensive et avance jusqu'à la ligne : la Mortagne en aval de Gerbéviller, ferme Friscati, Maixe, Erbéviller-sur-Amezule.

28 août - 10 septembre : violentes attaques allemandes sur tout le front ramené à la ligne Seranville (1re armée), Flainval, bois de Crévic, hauteur ouest de Drouville, Château de Romémont, lisière ouest de la forêt de Champenoux, mont d'Amance, Sainte-Geneviève, Pont-à-Mousson (3e armée qui le 27 août remplace l'armée de Lorraine).
10 - 15 septembre : reprise de l'offensive et progression jusqu'au front Marainviller (1re armée), Hénaménil, Brin-sur-Seille, la Seille jusqu'à Nomeny, Pont-à-Mousson (3e armée).
- 16 - 19 septembre : occupation d'un nouveau front de bataille sur la ligne : Pont-à-Mousson (1re armée), Jaillon, Bernécourt, Bouconville, Apremont, les Hauts de Meuse jusqu'à Eix (3e armée).
- 19 - 21 septembre : retrait du front, transport par V.F. et par camions dans la région sud d'Amiens.
- 21 septembre - 5 octobre : engagée dans la course à la mer (bataille de Picardie ; puis à partir du 30 septembre première bataille d'Artois). Tentatives de débordement de l'aile droite allemande en partant du front : l'Oise (6e armée), Lassigny prolongé successivement jusqu'à Roye et Chaulnes le 24 septembre, Soyécourt et Chuignolles le 25 septembre, Maricourt et Montauban-de-Picardie le 27 septembre, Thiepval et Bucquoy le 28 septembre, Boyelles et Monchy-le-Preux le 2 octobre, Vimy le 3 octobre, Loos-en-Gohelle le 4 octobre. Au cours de cet allongement du front, violents combats journaliers et tentative de percée allemande, particulièrement puissante entre Oise et Somme du 1er au 7 octobre.
- 5 octobre : limite gauche ramenée vers Berles-au-Bois (10e armée de nouvelle création). À partir du 7 octobre, stabilisation du front : l'Oise (6e armée), Lassigny, Beuvraignes, Chilly, Dompierre, Maricourt, Berles-au-Bois (10e armée).
- 14 octobre : extension du front à gauche, jusqu'à la Scarpe, vers Blangy (10e armée).
- 14 - 31 octobre : opérations locales, reprise d'Hannescamps et du Quesnoy-en-Santerre.
- 9 novembre : réduction du front à gauche, limité vers Berles-au-Bois (10e armée).
- 17 - 25 décembre : attaque locale dans la région Mametz, La Boisselle.

#### 1915
- 7 - 13 juin : prise de la ferme Toutvent lors de la bataille d'Hébuterne
- 1er juillet : réduction du secteur, à droite jusqu'à Andechy (6e armée).
- 19 juillet : réduction du secteur, à gauche, jusqu'à Hébuterne (10e armée). À partir du 20 juillet, relève progressive, par l'armée britannique de la partie du secteur comprise entre Hébuterne et La Boisselle.
- 2 août : transport par V.F. dans la région de Chalons sur Marne.
- 10 août - 25 septembre : occupation d'un secteur compris entre l'Aisne (3e armée) et le bois Sabot (4e armée). Préparatifs d'offensives.
- 25 septembre - 7 octobre : engagée sur tout le front dans la bataille de Champagne, conquête de la main de Massiges, de Maison de Champagne et de Tahure. À partir du 7 octobre, organisation et défense des positions conquises.

#### 1916
- 5 janvier - 25 février : retrait du front, puis mouvement vers la région de Noailles. Instruction des grandes unités retirées du front.
- 25 février : mouvement vers Bar-le-Duc. À partir du 26 février engagée dans la bataille de Verdun sur le front Avocourt (3e armée), Malancourt, Béthincourt, Forges-sur-Meuse, côte du Poivre, village de Douaumont, Damloup, Eix, pieds des côtes de Meuse jusqu'aux Éparges, Les Paroches (1re armée).
- 26 février - 5 mars : bataille sur la rive droite de la Meuse entre le bois d'Haudromont et Vaux-devant-Damloup et combat en Woëvre.
- 6 mars - 8 avril : extension de la lutte sur la rive gauche de la Meuse (perte de Forges-sur-Meuse le 6 mars ; du bois des Corbeaux et de Cumières, le 10 mars ; du bois d'Avocourt, le 20 mars ; de Malancourt, le 30 mars). Évacuation de la rive nord du ruisseau de Forges le 31 mars et de Béthincourt, le 8 avril. Sur la rive droite : attaques allemandes entre Douaumont et le fort de Vaux du 8 au 10 mars, et du 31 mars au 3 avril. Dans la Woëvre, perte de Fresnes-en-Woëvre, le 7 mars.

18 mars : limite droite ramenée au ruisseau de Dompcevrin.
30 mars : limite gauche ramenée à la corne sud-est du bois d'Avocourt (3e armée).
- 9 - 30 avril : violente attaque allemande, du bois d'Avocourt à la côte du Poivre ; puis nombreuses et violentes actions locales sur les deux rives (bois d'Avocourt, côte du Poivre, Douaumont, Vaux-devant-Damloup).

17 avril : limite gauche reportée à Avocourt (3e armée).
- 1er - 31 mai : puissants et continuels efforts des troupes allemandes sur la rive gauche vers la côte 304, le Mort-Homme, Cumières (20 mai perte du Mort-Homme ; le 24 mai perte de Cumières). Sur la rive droite, le 22 mai, contre-attaque française sur le fort de Douaumont (repris en partie le 22 mai, reperdu le 24 mai).
- 1er juin - 13 juillet : nouveaux efforts violents des troupes allemandes sur la rive droite, notamment le 1er et le 2 juin, puis du 8 au 18 et le 23 juin vers la ferme de Thiaumont, le bois Nawé, Vaux-devant-Damloup, Damloup, Fleury-devant-Douaumont (le 2 juin, perte de Damloup, le 7 juin du fort de Vaux ; le 8 juin de la ferme de Thiaumont, le 23 juin de l'ouvrage de Thiaumont et de Fleury-devant-Douaumont ; puis nombreuses contre-attaques françaises).

26 juin : extension du front à gauche (4e armée) jusqu'au four de Paris par suite du retrait de la 3e armée.
11 - 12 juillet : attaques allemandes au sud de Fleury-devant-Douaumont en direction du fort de Souville.
- 13 juillet - 1er octobre : contre-attaques françaises visant la reprise de la crête ouvrage de Thiaumont, Fleury-devant-Douaumont (15, 16, 20 juillet ; 2, 3, 4, 7, 8 et 11 août).

18 août : reprise de Fleury-devant-Douaumont. Nouvelles attaques allemandes sur Fleury-devant-Douaumont les 25 et 27 août et les 4, 13, 25, 27 septembre.
- 24 octobre - 5 novembre : première bataille offensive de Verdun, reprise du fort de Douaumont, des carrières d'Haudromont, de la batterie de Damloup, du bois Fumin. Front atteint : carrière d'Haudromont, église de Douaumont, lisières sud-ouest du bois d'Hardaumont, étang de Vaux, batterie de Damloup.

26 octobre : par suite du retrait du front de la 1re armée, limite droite de la 2e armée portée à l'étang de Vargevaux (Détachement d'armée de Lorraine).
5 novembre : reprise de Damloup et de Vaux-devant-Damloup.

- 6 - 10 décembre : attaques allemandes sur la côte 304.
- 15 décembre : seconde phase de la première bataille offensive de Verdun. Attaque française sur la rive droite de la Meuse et conquête de l'ouvrage de Bezonvaux, du bois le Chaume, de Louvemont, de la côte du Poivre. La ligne française est portée sur le front : ouvrage de Bezonvaux, ferme des Chambrettes, Louvemont, Vacherauville.

18 décembre : prise de la ferme des Charmettes.

#### 1917
- 2 janvier : le Détachement d'armée de Lorraine, placé à la droite de la 2e armée, devient la 8e armée.
- fin janvier et en mars : attaques de part et d'autre, sur les deux rives de la Meuse.
- 22 mars : limite gauche portée jusqu'à Ville-sur-Tourbe (4e armée).
- 10 mai : limite gauche ramenée au Four de Paris (4e armée).
- 29 - 30 juin : actions violentes de part et d'autre à la côte 304, à Avocourt et au Mort-Homme.
- juillet - août : préparatifs d'offensive.
- 20 août - 8 septembre : bataille de Verdun, offensive sur le front Louvemont, bois d'Avocourt : prise de la cote 344, de Samogneux, de la cote de Talou, du Mort-Homme, de Forges-sur-Meuse de Béthincourt, de la cote 304 ; puis organisation et défenses des positions conquises.
- fin septembre - octobre - novembre : actions vives et fréquentes de part et d'autre sur tout le front nouvellement conquis.

#### 1918
- 5 janvier : limite droite ramenée à Maizey, par suite de l'introduction de la 1re armée.
- 6 février : limite gauche reportée au bois de Beaurain (4e armée).
- 26 mars : retrait de la 1re armée, limite droite reportée vers Dompcevrin (8e armée).
- 27 mai : limite droite portée jusqu'à l'étang de Vargévaux (8e armée).
- 4 juillet : limite gauche (4e armée) ramenée au ravin de la Houyette ; puis le 16 juillet reprise de l'ancienne limite.
- 21 août : limite gauche ramenée au nord-est de Vienne-le-Château (4e armée).
- 30 août : introduction de la 1re armée américaine sur le front à droite de la 2e armée ; limite entre la 2e armée et la 1re armée américaine : région de Watronville.
- 12 - 13 septembre : bataille de Saint-Mihiel conduite par le commandement américain, rôle défensif de la 2e armée.
- 18 septembre : limite droite (armée américaine) portée à Mesnil-sous-les-Côtes.
- 26 septembre - 15 octobre : les opérations offensives (bataille de Montfaucon) et leur exploitation dans les régions de Damvillers, Étain, Mouzon sont conduites par le commandement américain.

## Entre-deux-guerres
Pendant les années trente, la 2e armée doit participer à une éventuelle intervention en Belgique en cas de guerre avec l'Allemagne (plan D) où sa mission sera tout d'abord d'occuper une ligne de défense à l'est de l'Ardenne. Avec les plans D bis (1935) et E (1937), la 2e armée doit désormais rester sur la position de résistance nationale de Montmédy à Sedan et envoyer une couverture de cavalerie dans l'Ardenne au cas où une intervention en Belgique serait décidée.

## Seconde Guerre mondiale

### Drôle de guerre
Lorsque la Seconde Guerre mondiale éclate, la 2e armée du général Charles Huntziger défend la position de résistance nationale entre Pont-à-Bar (Donchery), au confluent de la Meuse et du canal des Ardennes (avec le détachement d'armée des Ardennes — future 9e armée — à sa gauche) et Rochonvillers (avec la 3e armée à sa droite). La 2e armée est placée sous le commandement du groupe d'armées no 1 créé en octobre 1939 et dont elle constitue l'aile droite, à la liaison avec le groupe d'armées no 2. Plus tard au cours de la drôle de guerre, la limite droite de la 2e armée est ramenée à Longuyon.
Dans les plans Escaut et Dyle retenus à l'automne, la 2e armée doit continuer à tenir sa position et envoyer sa cavalerie en Ardenne pour y mener des découvertes et des actions de retardement. La principale mission de la 2e armée est d'empêcher les Allemands d'envelopper la ligne Maginot. Ils pourraient pour cela mener une action depuis la trouée d'Arlon contre la trouée de Marville, tandis que la zone à l'ouest de Montmédy (notamment Sedan), est perçue comme peu risquée car débouchant du « fond de poche », jugé peu propice à une offensive,. Ainsi, la position de résistance entre Longuyon et l'ouvrage de La Ferté dispose d'organisations solides pour protéger la trouée de Marville,. À l'ouest de La Ferté, les fortifications sont nettement plus légères et moins organisées mais bénéficient d'abord de la Chiers, dont la rive sud est abrupte, puis de la Meuse. De nombreuses destructions sont prévues en Belgique et en France face à cette position, mais la vie civile qui s'y poursuit (cette région n'a pas été évacuée) empêchera en pratique leur préparation, tout comme elle gêne les travaux de fortifications,. La disposition des unités de la 2e armée reflète également la volonté du commandement de protéger en premier lieu la ligne Maginot, l'aile droite de la 2e armée est en effet bien plus forte que la gauche, et l'intervention des réserves d'armée est prévue en premier lieu pour l'aile droite,.

### Composition au 10 mai 1940
Source : Mary 2009, p. 436 à 443.

XVIIIe corps d'armée
- 41e division d'infanterie
- 3e division d'infanterie coloniale

Xe corps d'armée
- 3e division d'infanterie nord-africaine
- 55e division d'infanterie

Secteur fortifié de Montmédy

Réserve d'armée
- 71e division d'infanterie
- 1re division d'infanterie coloniale
- 3e division d'infanterie motorisée
- 6e division d'infanterie
- 145e régiment d'artillerie lourde hippomobile
- 185e régiment d'artillerie lourde tractée
- 311e régiment d'artillerie de position
- 313e régiment d'artillerie de position
- 314e régiment d'artillerie de position
- 363e régiment d'artillerie de position

Infanterie
- 412e régiment de pionniers
- 422e régiment de pionniers
- 444e régiment de pionniers

Chars : Groupement de bataillons de chars 503
- 3e bataillon de chars de combat
- 4e bataillon de chars légers
- 7e bataillon de chars légers

Batterie antichar
- 606e batterie antichar